# Calendário tupi-guarani
O calendário tupi-guarani, da Cronologia dos habitantes originários do Brasil, era praticamente exato, por ser fruto da simples observação do céu, das estrelas. O ano tinha 365 dias, mais um quarto de dia, sem que houvesse necessidade de marcação de ano bissexto.  

## Marcos
O início do ano solar era marcado pelo aparecimento (nascer helíaco) do Sete Estrelo, ou Plêiades, no horizonte, o que ocorria por volta de 5 a 11 de junho. 
Cada um dos doze meses se iniciava ao surgir o primeiro "filete" de lua nova. Cada ano tinha, além dos 12 meses, mais cerca de 11,5 dias. Na língua desses indígenas uma única palavra, Ara, servia para designar mês e Lua.  

## Estações
Para essas populações autóctones as quatro estações do ano eram bem identificadas, pois os mesmos conheciam os solstícios e equinócios. A trajetória aparente anual do Sol era dividida em tempo novo (ara pyau) e tempo velho (ara ymã). Ara pyau era primavera + verão, Ara ymã era outono + inverno.

Esse calendário, que não tinha forma gráfica ou escrita, marcava as atividades de caça, pesca, plantação, colheita e os ritos religiosos. O céu com suas estrelas lhes servia de orientação, inclusive o Cruzeiro do Sul representava os pontos cardeais.